# Brigitte Rohde
Brigitte Rohde Köhn (Prenzlau, 8 de outubro de 1954) é uma ex-atleta e campeã olímpica alemã, especializada nos 400 m rasos e nos 400m c/ barreiras.
Aos 19 anos, ganhou uma medalha de ouro no Campeonato Europeu de Atletismo de 1974 disputado em Roma, na Itália, integrando a equipe do revezamento 4X400 m feminino da Alemanha Oriental. Dois anos depois, junto com Doris Maletzki, Christina Lathan e Ellen Streidt, conquistou a medalha de ouro olímpica nos Jogos de Montreal 1976, na mesma prova.
Depois de Montreal, ela casou-se, teve um filho e mudou seu evento para os 400m c/ barreiras e nesta prova viria a conquistar apenas um quarto lugar no Campeonato Europeu de Atletismo de 1978, em Praga.
Competiu toda sua carreira pelo FC Neubrandenburg 04. Sua melhor marca nos 400 metros é 50s26 em 1976.